# Virginia Slims of Dallas 1986
Virginia Slims of Dallas 1986 — жіночий тенісний турнір, що проходив на закритих кортах з килимовим покриттям Moody Coliseum у Далласі (США). Належав до турнірів 4-ї категорії в рамках Світової чемпіонської серії Вірджинії Слімс 1985. Відбувсь усімнадцяте й тривав з 10 до 16 березня 1986 року. Перша сіяна Мартіна Навратілова здобула титул в одиночному розряді.

## Фінальна частина

### Одиночний розряд
Мартіна Навратілова —  Кріс Еверт-Ллойд 6–2, 6–1
- Для Навратілової це був 4-й титул в одиночному розряді за сезон і 115-й — за кар'єру.

### Парний розряд
Клаудія Коде-Кільш /  Гелена Сукова —  Гана Мандлікова /  Венді Тернбулл 4–6, 7–5, 6–4